# Collaboration biélorusse pendant la Seconde Guerre mondiale
La collaboration biélorusse pendant la Seconde Guerre mondiale est la collaboration politique, économique et militaire avec les forces d'occupation allemandes pendant la Seconde Guerre mondiale sur le territoire de la Biélorussie.

Rzeczpospolita 1938 à l'ouest et Russie à l'est : division de la Biélorussie

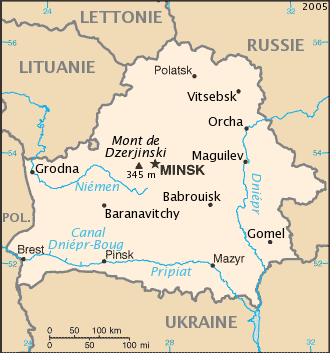
Biélorussie-carte depuis 1991

## Fondements
Comme la plupart des pays d'Europe occupés, la Biélorussie n'a pas échappé au problème de la collaboration avec le Troisième Reich.
La quête d'une identité nationale protégée et respectée ainsi que la protection de sa langue nationale (le biélorusse) ont contribué de manière importante dans le choix de collaborer. S'est ajoutée à cela la haine du système politique bolchevique. La conjugaison de ces deux facteurs doit être analysée.
Un travail de mémoire a déjà été réalisé par les historiens des pays de l'est et surtout par la communauté juive en ce qui concerne la Shoah. Celui-ci a pu se développer depuis l'ouverture des archives des pays de l'ex-URSS après la Perestroïka.
La dénomination russe de « collaborationniste » remplace l'ancienne terminologie communiste de « traître » (en russe предатель)[réf. nécessaire]. Ce n'est pas un détail, mais un des signes que les temps ont changé depuis 1991 et la dislocation de l'URSS.[évasif]

### Biélorussie orientale
Dans le courant du dernier quart du XIXe siècle se développa un discours nationaliste biélorusse autour de l'idée d'autonomie linguistique et nationale. Le passage de ce discours à des actes de collaboration durant la Seconde Guerre mondiale, 50 ans plus tard, résulte du mécontentement d'une partie de la population par rapport au pouvoir soviétique dans la partie orientale du pays depuis la Révolution d'octobre 1917.
Lénine avait parmi ses objectifs la protection des cultures et des langues, dont notamment la langue biélorusse.
Toutefois, quelques années après l'arrivée de Staline au pouvoir (en 1922), vers la fin des années 1920, l'attitude de ce dernier s'inversa et il contraignit les Biélorusses à renoncer à leur langue et à n'utiliser que la langue russe. L'œuvre dramatique et poétique de Yanka Koupala (pseudonyme d'Ivan Loutsévitch) qui s'exprimait d'une manière critique tant par rapport aux annexions polonaises que vis-à-vis du chauvinisme russe est de plus en plus souvent interdite par la censure.
Les Polonais, pour éviter toute velléité séparatiste, adoptent d'ailleurs les mêmes règles dans la partie occidentale en imposant leur langue polonaise. La langue biélorusse n'est plus enseignée dans les écoles : elle risque de disparaître au profit de la seule langue russe. En 1933, parler biélorussien devient un signe de « nationalisme bourgeois », des réformes de la langue tendent à la rapprocher du russe, mais la bannissent de toutes les institutions. En 1938, le russe est réintroduit dans les écoles en tant que langue obligatoire.

### Biélorussie occidentale
Des causes plus proches chronologiquement des années de guerre ont joué un rôle important dans le choix de la collaboration : la réaction des populations à l'encontre des répressions de masse et de la soviétisation forcée dans la Biélorussie occidentale cette fois, rattachée à l'URSS depuis 1939 seulement.
D'autres acteurs que les dirigeants soviétiques sont intervenus dans ce choix de la collaboration au sein même de la population biélorusse : l'action des représentants de la République populaire biélorusse, et celle de groupes d'opposants catholiques (surtout dans la partie occidentale du pays) sous l'action notamment d'un prêtre catholique, Vincent Godlievski (en), tous fort hostiles au bolchévisme. Mais encore les Allemands eux-mêmes qui ont réussi à faire croire aux Biélorusses que le Troisième Reich leur réservait un rôle plus important que celui qu'il leur avait assigné en réalité. Les Allemands pratiquent par ailleurs une politique de soutien aux indépendantistes biélorusses, notamment par la réhabilitation de la langue biélorussienne dans les écoles.
Des raisons d'ordre plus général sont intervenues également : la grande instabilité politique du pays entre 1918 et 1939, l'absence d'émergence d'un gouvernement national fort, l'intervention de pouvoirs extérieurs au pays ou aux régions avec des visions politiques et culturelles fort divergentes, les partages multiples de territoires et finalement, la guerre elle-même qui place la Biélorussie entre deux grandes puissances hostiles.
Alexandre Soljenitsyne, dans L'Archipel du Goulag, insiste, en s'appuyant sur de nombreux cas concrets, sur l'espoir, - de courte durée - qu'a fait naître dans le cœur de nombreux Soviétiques l'arrivée des troupes allemandes. Beaucoup de Soviétiques, au nombre duquel les Biélorusses, en 1941, attendaient avec impatience la chute du régime stalinien.

## Développement du nationalisme biélorusse après la Première Guerre mondiale
La période chaotique que va connaître la Biélorussie entre la Première et la Seconde Guerre mondiale explique probablement le besoin de sa population de trouver un pouvoir politique auquel se raccrocher ; soit à l'intérieur du pays, soit à l’extérieur ; à l'est ou à l'ouest. Les péripéties de l'histoire du pays à cette époque expliquent que le choix n'était pas facile et que beaucoup étaient partagés. De toute manière, ces régions étaient envahies et la fuite était pratiquement impossible. Cette situation n'était pas unique dans son histoire puisque le pays a toujours été convoité et placé entre des forces politiques puissantes : Lituanie, Prusse, Pologne, Allemagne, Russie. Il a par contre toujours conservé ses spécificités linguistiques et culturelles : malgré leur taille réduite, ces régions ont toujours connu un partage linguistique entre plusieurs langues (biélorusse, russe, polonais, lituanien), et plusieurs religions (orthodoxe, juive, catholique, uniate). Par ailleurs, de nombreuses rectifications de frontières ont fait passer des villes importantes, des régions entières d'une République dans une autre (c'est le cas, par exemple, de Smolensk, de Vitebsk, de Minsk, de Bialystok).
La révolution russe d'octobre 1917 a entraîné l'installation d'un régime « léniniste » à Petrograd. Pour la Biélorussie, les conséquences vont se suivre politiquement, militairement et administrativement à un rythme très rapide :
- Le 3 mars 1918 est signé le traité de Brest-Litovsk qui fait passer la partie occidentale de la Biélorussie de l'administration russe à l'administration allemande. Ce traité représentait des concessions importantes de la part des Russes en vue d'obtenir la paix avec l'Allemagne. La paix avec l'Allemagne est une des rares promesses que les bolchéviques avaient tenues, et c'est cette promesse pacifiste qui avait rendu possible le coup d'État de Lénine[9]. La partie orientale et septentrionale (avec les villes de Minsk, Vitebsk, Moguilev, Gomel, Mazyr) reste toutefois sous contrôle soviétique. Par contre, les villes et provinces autour de Brest, Grodno (Hrodna), Pinsk ou Baranavitchy passent sous contrôle allemand.
- Dès le 25 mars 1918 est proclamée la République populaire biélorusse. Il s'agit du premier état indépendant créé en Biélorussie (il faudra attendre le 27 juillet 1990 pour que le pays déclare à nouveau sa souveraineté nationale).
- Le 17 novembre 1918, les Soviétiques envahissent la partie occidentale de la Biélorussie et l'occupent à nouveau.

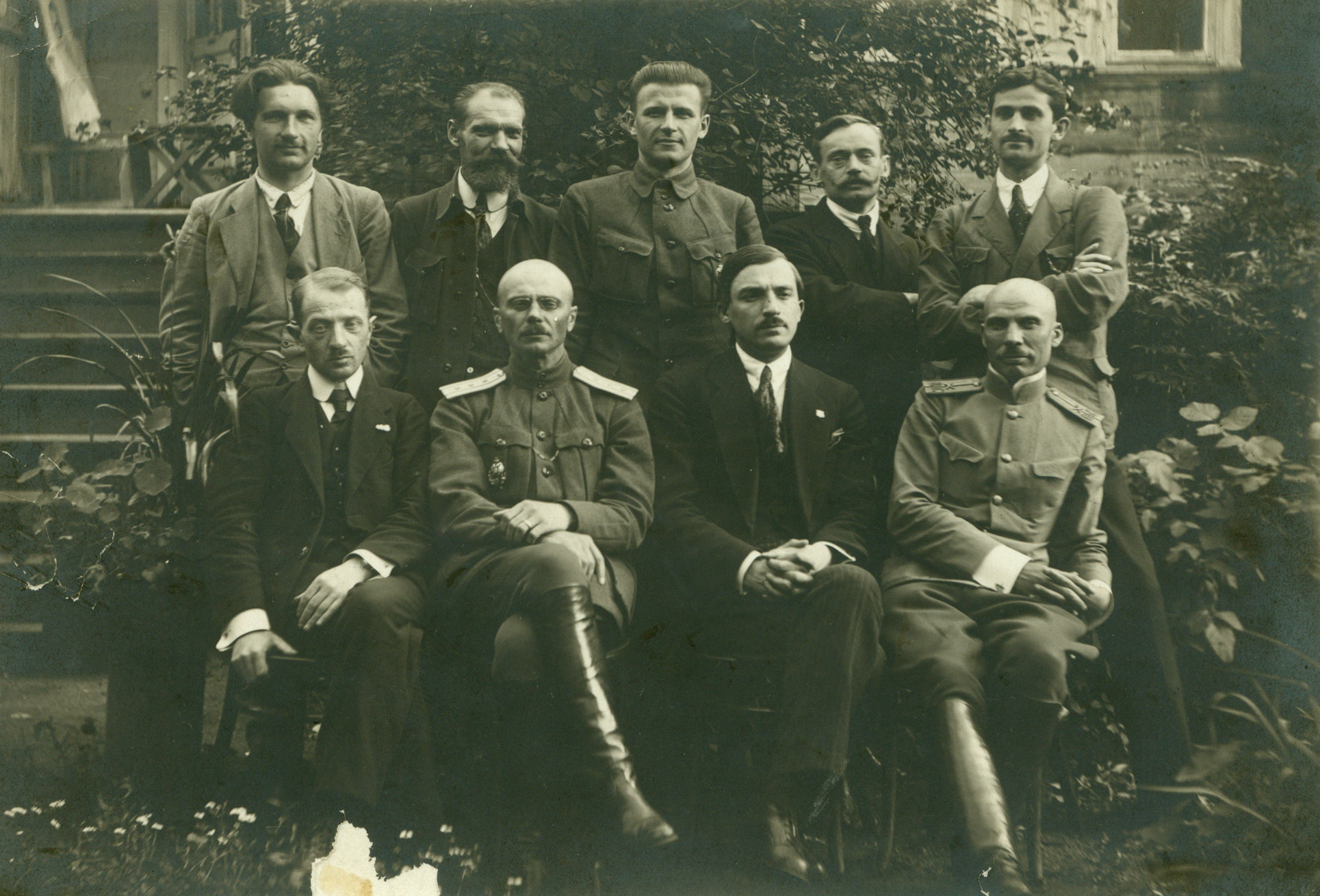
Gouvernement de la République populaire biélorusse 1918

La République populaire biélorusse n'a jamais pu établir sa souveraineté sur l'ensemble du territoire, tant fut brève la période durant laquelle elle aurait pu le faire : du 25 mars 1918 au 17 novembre 1918 soit 7 mois et 24 jours. Il faut remarquer que cette République populaire biélorusse n'a jamais cessé d'exister, mais en exil jusqu'à ce jour 2013 et en tout cas, aux yeux de ses partisans : depuis 1997, la Présidente de la Rada biélorusse en exil est Ivonka Survilla (elle réside à Toronto).
Une fois occupée à nouveau par les Russes (Soviétiques) en fin novembre 1918, la Biélorussie sera à nouveau soviétique jusqu'en mars 1921, soit pendant un peu plus de deux ans, durant lesquels vont se succéder les entités politiques suivantes : République socialiste fédérative soviétique de Russie (partie orientale) et République socialiste soviétique de Lituanie, qui formèrent ensuite la République socialiste soviétique lituano-biélorusse surnommée Litbel, puis encore la République socialiste soviétique biélorusse. Pendant cette succession de régimes, la République populaire biélorusse continuait malgré tout d'exister.
- À partir du 18 mars 1921, c'est-à-dire la date de la signature de la Paix de Riga, qui met fin à la Guerre soviéto-polonaise, et jusqu'en 1939, la moitié ouest de la Biélorussie est soustraite des territoires de l'URSS pour entrer dans ceux de la Pologne indépendante. Quant à la partie orientale, elle devient la République socialiste soviétique biélorusse le 1er janvier 1919, et ce, jusqu'en 1991.
- En décembre 1922 est fondée l'URSS qui comprend la RSFS de Russie, la RSFS de Transcaucasie, la RSS d'Ukraine et la RSS de Biélorussie.

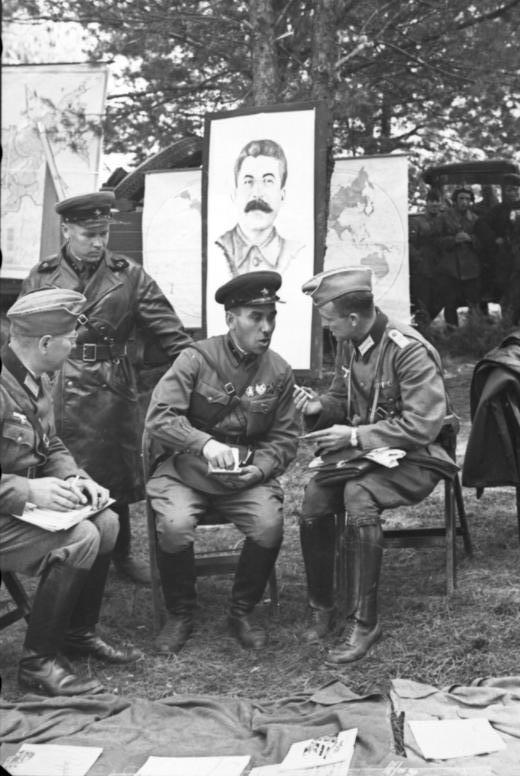
Soldats russes et allemands fraternisent lors du partage de la Biélorussie en septembre 1939

- Le 1er septembre 1939, les troupes d'Hitler envahissent la Pologne, en ce compris les territoires biélorusses de l'ouest qui en font partie. Toutefois, en vertu des clauses secrètes du Pacte germano-soviétique du 23 août 1939, la Pologne est partagée et la zone occidentale actuellement biélorusse passe sous contrôle soviétique. Après 20 ans de vie sous régime polonais, les Biélorusses voient réapparaître ce que beaucoup considèrent comme le spectre du bolchévisme. Pour moins de deux ans seulement : le 22 juin 1941, Hitler s'attaque à l'Union soviétique, au mépris des clauses du pacte secret signé avec Staline en 1939. Les Biélorusses de la partie occidentale du pays sont alors libérés des Soviétiques pour tomber sous le joug des Allemands.

Sceau de l'époque de la République populaire biélorusse 1918

### Attitude des Juifs
La population juive représentait une minorité importante en Biélorussie en 1939 : lors de la réunion de la partie polonaise à l'URSS, la population totale des deux parties du pays (orientale et occidentale) représentait environ 9 050 000 habitants. Les populations juives représentaient pour la partie occidentale environ 550 000 habitants et pour la partie orientale 400 000 habitants. Les Juifs représentaient donc 10,5 % de la population totale soit 950 000 habitants. Étant donné les changements du tracé des frontières, le problème des réfugiés venus de Pologne, la fuite d'autres vers la Russie, ces chiffres sont approximatifs.
Il faut évoquer la situation des Juifs par rapport à la collaboration, mais dans le sens inverse de celui des autres biélorusses. À la fin de l'occupation allemande, la population juive aura été pratiquement complètement exterminée par les occupants.
Dès l'invasion de la Pologne par les Allemands, en septembre 1939, la peur des nazis va pousser les Juifs vers les Soviétiques : tout autre pouvoir que le nazisme leur semblait meilleur, mais pas l'anarchie. C'était une attitude de moindre mal, mais il ne faut pas négliger que beaucoup d'entre eux étaient sincèrement pro-bolchévique. La présence de grandes personnalités d'origine juive au sein du mouvement révolutionnaire européen (Marx, Liebknecht, Rosa Luxemburg) et du pouvoir politique de l'époque ou dans le passé (Karl Radek, Trotsky, Grigori Zinoviev) leur donnait plus de réconfort psychologique et d'espoir. Une collaboration des Juifs avec les Soviétiques s'instaura après l'invasion de la Pologne et prit des formes diverses. Les Bolcheviks les encourageaient dans ce sens. Par contre, les Polonais pourchassés par les Allemands prirent plus d'une fois tous les Juifs rencontrés sur le chemin de la retraite pour des collaborateurs bolchéviques et les tuèrent sur-le-champ. Mais la Pologne est surtout le « pays témoin » du génocide. Il faut toutefois signaler, deux ans après l'invasion, le cas du massacre de Jedwabne en juillet 1941, au cours duquel la population juive d'un village fut assassinée selon certaines sources par la population polonaise, encouragée par les Allemands, selon d'autres par les Einsatzgruppen allemands eux-mêmes. La raison du massacre aurait été la collaboration juive avec les Soviétiques durant les années 1939 à 1941 au détriment des Polonais. Depuis l'année 2000, un débat public s'est déroulé et la version officielle admet aujourd'hui la responsabilité des Polonais de Jedwabne.
En septembre 1939, des milliers d'habitants de Pologne centrale et occidentale prirent la fuite vers les territoires de l'Est : les Juifs constituaient les deux tiers de ce groupe, qui comptait environ 300 000 personnes. Dès le début de l'occupation de la Pologne, l'afflux de réfugiés arrivant de Pologne centrale vers l'Est inquiéta le pouvoir soviétique. Une commission germano-soviétique se créa pour gérer la question, et l'enthousiasme de la plupart des réfugiés retomba assez vite.
Deux ans plus tard, en septembre 1941 commença la Shoah en Biélorussie, avec la création de près de 300 ghettos juifs sur le territoire oriental et occidental de la Biélorussie occupée. Fuir ces ghettos était presque impossible : les Juifs n'étaient pas souvent acceptés parmi les groupes de résistants, étaient traqués par les Allemands quand ils se cachaient dans les forêts et étaient parfois dénoncés par les habitants hors du ghetto. Toutefois, les Juifs développèrent leurs propres réseaux de partisans juifs, comme le groupe des « Partisans Bielski ». Le mouvement du Bund joua également un rôle important dans la résistance juive contre la nazisme.
Raul Hilberg signale par contre qu'en Biélorussie, l'Einsatzgruppe B observa que la population n'était tout simplement pas en état d'agir de son propre gré contre les Juifs. Il existait bien des sentiments de haine et de colère, mais pas d'antisémitisme déclaré.

## Préparatifs de la collaboration avant le début de la Seconde Guerre mondiale
La préparation des Biélorusses collaborateurs avec le Troisième Reich commença vers la fin des années trente, quand au Ministère des affaires intérieures du Troisième Reich fut créée une représentation biélorusse — d'abord à Berlin, et ensuite, dans d'autres villes du Troisième Reich. Ils s'occupaient de la diffusion et du recrutement, désirant témoigner leur soutien au Troisième Reich dans la résolution du problème biélorusse. Ainsi, le troisième président de la République populaire biélorusse (BNR) en exil, Vasiliy Ivanovitch Sakharka, écrivit un rapport sur la situation politique, économique et culturelle de la Biélorussie, mais aussi un mémorandum à l'adresse d'Hitler avec l'assurance de son soutien. En outre, un comité biélorusse d'aide et d'organisation recrutait activement des membres parmi les Biélorusses vivant dans le Troisième Reich en Allemagne. Dès le début de la Seconde Guerre mondiale, le commandement allemand créa à Varsovie et à Biała Podlaska, en Pologne, des bases pour envoyer des agents biélorusses sur le territoire de l'URSS. À Berlin, dans le camp de Vystavy[Lequel ?], parmi les membres des mouvements nationalistes furent organisés des cours de propagandes et de traduction en vue d'actions biélorusses après les changements de pouvoirs.

## Avant l'attaque contre l'URSS
En 1940, sous la direction de « l'émigration biélorusse de droite », il fut proposé au pouvoir allemand d'organiser l'activité des Biélorusses national-socialistes. Cela comprenait la préparation des cadres spécialistes du sabotage, dans les rangs desquels se trouvaient des prisonniers de guerre de l'Armée polonaise, dans le but de les envoyer agir dans les territoires de l'URSS.
Au printemps 1941, la formation de petites unités biélorusses commença. Dans l'effectif polonais du nom de Panzergrenadier division Brandenburg (Brandebourg 800), la 1re section d'assaut se composait de 50 hommes. En même temps, les Allemands préparaient une section de parachutistes dans un groupe Varsovie-Biélorussie, dans les rangs de laquelle se trouvaient des anciens prisonniers biélorusses qui avaient fait partie de l'ex-armée polonaise.
Parmi les missions des saboteurs, il faut porter au compte de ces unités : des actes de sabotage à l'arrière des troupes soviétiques proches, la liquidation physique de personnes et de chefs de commandement de l'Armée rouge, la transmission de renseignements récupérés lors de missions de reconnaissances, l'envoi d'informations par radio, etc.

## À l'époque de l'occupation de la Biélorussie par les Allemands

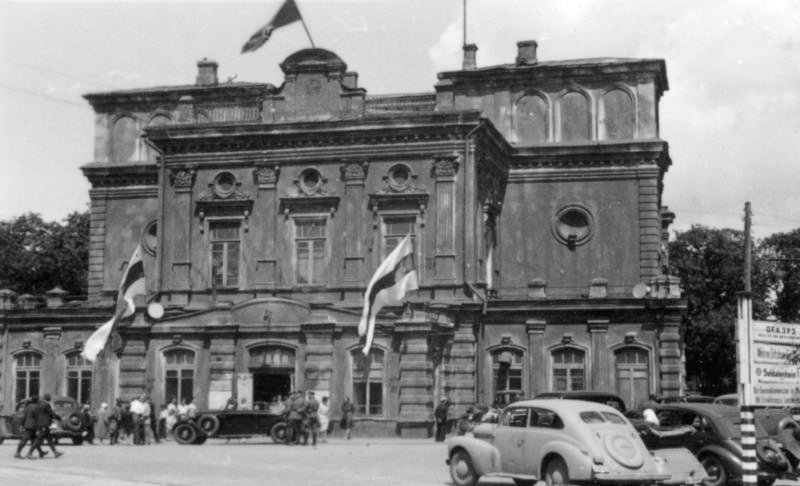
Biélorussie, Minsk, Rada centrale biélorusse dans le Théâtre national académique de Biélorussie Ianka Koupala

Lors du déclenchement de l'opération Barbarossa le 22 juin 1941, de nouveaux acteurs du mouvement nationaliste biélorusse de l'immigration apparaissent : Fabian Akintchin, Wladislas Koslovskiy ; les partisans du parti national-socialiste biélorusse, Ivan Yermatchenka (en), Radoslav Ostrovski et d'autres encore. Au début de la guerre, le développement de la collaboration se produisit lentement, ce qui s'explique par les succès des Allemands sur le front et, par conséquent, l'inutilité, à ce moment, pour les Allemands d'un développement des structures de collaboration. Le commandement allemand croyait en une victoire rapide sur le front Est et, par contre, ne croyait pas beaucoup en la possibilité de l'existence d'un peuple biélorusse se dotant d'un gouvernement national, du fait de la faiblesse du sentiment d'appartenance ethnique. L'action des collaborateurs durant cette période consista à créer une infrastructure non politique, parmi laquelle l'« Aide populaire biélorusse », créée le 22 octobre 1941, dont l'objet officiel était de prendre soin de la protection de la santé, des questions d'enseignement, de culture et des problèmes sociaux en général.
Profitant de l'aide des collaborateurs biélorusses, les Allemands essayèrent d'utiliser les cadres instruits se trouvant dans les territoires qu'ils occupaient pour leurs propres desseins. En juin 1942, ces cadres furent regroupés dans l'« Amicale des scientifiques biélorusses ». Le président d'honneur était le commissaire général Wilhelm Kube. Cependant, le monde scientifique biélorusse boycotta le travail de cette amicale, et elle n'exista jamais que sur papier. D'autres structures non politiques de collaboration furent créées (« Ligue féminine », syndicats, etc.). En même temps, des tentatives furent entreprises pour créer un corps d'armée biélorusse de défense, mais celles-ci n'aboutirent pas du fait de l'opposition des forces armées allemandes et des SS. La proclamation de sa création se fit en juin 1942 ; elle comprenait 3 divisions. Cependant, environ 20 bataillons furent créés qui, finalement, ne furent pas équipés et qui, dès 1943, furent dissous. La tentative de créer une Église autocéphale biélorusse dans le but de la séparer du Patriarcat de Moscou fut également un échec.
La situation, telle qu'elle se présentait en 1943, obligea le commandement allemand à revoir son attitude à l'égard du mouvement des collaborateurs. Ceci se produisit d'une manière significative grâce aux efforts du ministre des Territoires occupés de l'Est, Alfred Rosenberg, partisan de la création d'une administration locales confiée aux collaborateurs. Le 22 juin 1943, fut créé formellement le Conseil de la jeunesse biélorusse (СБМ), établi sur le modèle des jeunesses hitlériennes, mais en Biélorussie (en fait il existait depuis 1942). À l'initiative de Wilhelm Kube, le 27 juin 1943 fut proclamée la création d'une Rada biélorusse près le Commissariat général biélorusse. Cet organe présenta lui-même sa propre administration, dont la mission unique consistait à présenter aux forces d'occupation les souhaits et les projets de la population biélorusse. Le 21 décembre 1943, à la place de la Rada biélorusse, à l'initiative de Curt von Gottberg (nommé commissaire-général après l'assassinat de Wilhelm Kube par les partisans), fut créée la Rada centrale biélorusse (BCR-БЦР) sous domination allemande, dont Radoslav Ostrovski (en biélorusse : Astrowski) (1887—1976), chef du district judiciaire de Minsk, devint président. Rapidement, les occupants privent cette instance de tout pouvoir réel, se contentant de confier aux Biélorusses des compétences en matière de culture et d'enseignement, mais ses membres s'en tinrent à des études générales de point de vue sur l'avenir de la Biélorussie et souvent ne connaissaient pas exactement les conditions précises de travail qui leur étaient assignées. C'est pourquoi, aux yeux de la population, il ne possédait pas d'autorité. La Rada biélorusse, indirectement, était liée à des crimes de guerre — en particulier des nettoyages ethniques envers la population polonaise.

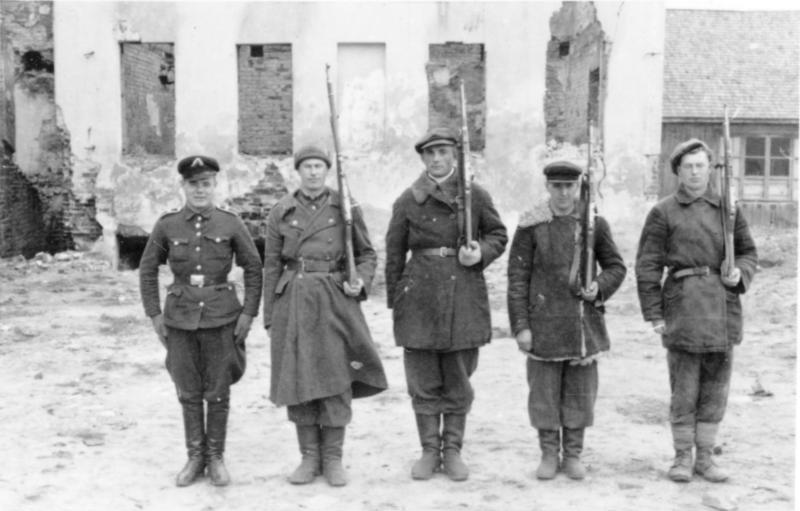
Moguilev, milice locale

En Biélorussie occupée, furent édités un grand nombre de journaux et de revues de collaborateurs : Journal biélorusse - Беларуская газета, Chasse - Пагоня, Voix biélorusse - Biełaruski hołas, Nouveau chemin - Новыя шлях, etc. Ces journaux diffusaient l'antisémitisme, l'antisoviétisme et la propagande fasciste. Un article spécialement consacré au sujet fut publié le 25 septembre 1943, après l'assassinat de Wilhelm Kube, dans le Journal biélorusse par le rédacteur en chef du journal, Vladislav Koslovsky : « Le cœur se serre… Il (W. Kube) n'est plus parmi nous. Le commissaire général Wilhelm Kube fut un des meilleurs amis, un des plus cordiaux..., qui pensait et parlait comme chaque nationaliste biélorusse... ». Il faut remarquer que le général Wilhelm Kube fut le maître d'œuvre du ghetto de Minsk qui fit environ 100 000 victimes.
Le 23 février 1944, Curt von Gottberg, commissaire-général en Biélorussie occupée, édicta un avis de création de la Défense du territoire biélorusse (BKO - БКО) — constituée de collaborateurs militaires, à la tête de laquelle fut nommé Franz Kouchel, qui confia à la Rada biélorusse le soin de mobiliser des troupes. La formation, à la fin mars, de 45 bataillons de Défense du territoire biélorusse (BKO-БКО) se réalisa, mais les hommes étaient mal armés. La discipline laissait toujours à désirer et il manquait d'officiers. Lorsque l'occupation toucha à sa fin, le BKO-БКО était utilisé pour la lutte contre les partisans, la défense de différents objectifs et des travaux agricoles. Parmi les actions les plus importantes de la Rada centrale biélorusse en vue de réaliser le programme militaire, il faut compter : la réorganisation d'une partie de la Défense du territoire biélorusse (BKO-БКО) et le complètement des forces biélorusses par le recrutement de nouveaux soldats ; la création d'un contingent auxiliaire destiné à être intégré dans le système de défense de l'Allemagne ; l'organisation de mouvements contre les partisans soviétiques sur le territoire de la Biélorussie. Initialement, il fut proposé de transformer la Défense du territoire biélorusse (BKO-БКО) en légion biélorusse. Dans le cadre de la préparation à cette réorganisation, en septembre 1944, à Berlin, fut créé le premier bataillon cadre (422 personnes) sous le commandement du capitaine Piotr Kazatsky, qui était de réserve à l'école des cadres officiers. Pour suivre la formation de l'école d'artilleurs-anti-aérien, furent formés parmi les membres de l'« Union de la jeunesse biélorusse » des groupes de 2 à 5 000 hommes en qualité d'« auxiliaire PVO-ПВО ». Au terme de leur formation, ils furent inclus dans une partie de la défense aérienne de Berlin.

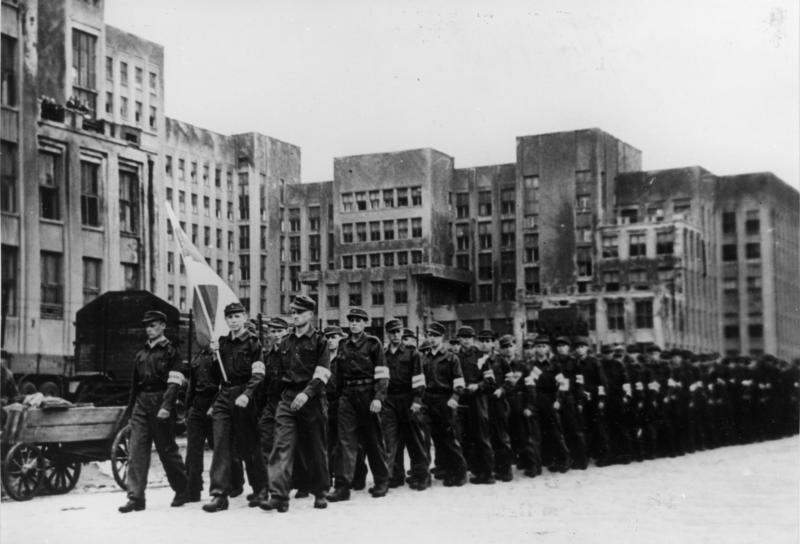
Parade de la Défense du territoire biélorusse en face de la Maison du gouvernement de la république biélorusse, Minsk, juin 1944

Le 27 juin 1944 se tint à Minsk le Deuxième Congrès pour toute la Biélorussie auquel prirent part la plupart des leaders collaborateurs, alors que Minsk est directement menacée par l'Armée rouge, engagée dans la libération du territoire biélorusse dans le cadre de l'opération Bagration. Les décisions suivantes furent prises au Congrès : La Rada centrale biélorusse (BCR-БЦР) représentait le seul gouvernement légal de Biélorussie ; le Congrès exprimait son soutien total au Troisième Reich. Des plans de sabotages anti-soviétiques et des opérations contre les partisans furent étudiés pour le cas où les troupes allemandes viendraient à se retirer du territoire biélorusse.
Zianon Pazniak donna cette appréciation à propos de cet évènement :
« L'invincibilité de la Biélorussie et l'idée nationale biélorusse a été attestée en cette époque de la Seconde Guerre mondiale. De 1941 à 1944, la Biélorussie centrale (dans laquelle était active l'administration civile allemande sous la direction de Wilhelm Kube) a connu un puissant renforcement national. Cela étonne beaucoup les bolcheviques et rend Moscou rageuse. Avec le retour des Soviétiques en Biélorussie, ce seront des centaines de milliers de Biélorusses conscients de ce qu'ils font, qui émigreront à l'Ouest. »

### Bataillon biélorusse Schutzmannschaft
Schutzmannschaft (abrégé en allemand : Schuma ; « commando de protection ») est une petite unité initialement destinée à aider au maintien de l'ordre la police du Troisième Reich dans les territoires occupés du Reich, des détachements punitifs, destinés à agir dans l'urgence sous commandement allemand en lieu et place d'autres forces allemandes. Ils étaient constitués par des membres de la population locale et des militaires. Plus tard, une partie de ceux-ci fut transférée dans des unités Sicherheitsdienst (SD) et Schutzstaffel (SS). L'examen de la vie dans les ghettos juifs de Biélorussie (dans le ghetto de Moguilev, par exemple) permet de se rendre compte des besognes qui étaient assignées à ces collaborateurs. Il faut rappeler que le nombre des victimes juives s'éleva en Biélorussie à près de 800 000 morts.

## La collaboration après la libération de la Biélorussie
Fin juin 1944, dès la fin du Congrès, pour toute la Biélorussie, commença l'évacuation des dirigeants et des formateurs des collaborateurs du Troisième Reich vers l'étranger, d'où ils continuèrent leurs actions. En juillet-août 1944, la Rada centrale biélorusse (BCP-БЦР) ordonna le déplacement du centre de formation Abwehr à Dalvits (de) (en allemand : Dallwitz) en province de Prusse-Orientale, lequel reçut un renfort significatif de bataillons de la Défense du territoire biélorusse (BKO-БКО) qui évacuaient. Dans les premiers jours d'avril 1945 fut obtenu l'accord des représentants des services spéciaux du Troisième Reich dirigés par le Sturmbannführer SS Otto Skorzeny sur le déploiement dans cette base de Dallwits d'un bataillon biélorusse dénommé le bataillon « Dallwitz », qui comptait de 700 à 800 hommes. En outre, sur ordre du reichfhürer SS Heinrich Himmler, fut créée la 30e division de grenadiers SS dénommée aussi brigade d'assaut SS « Belarus ». Jazep Sazic joua un grand rôle dans la formation de cette unité (Jazep Sazic - Сажич, Иосиф - fut, de 1982 à 1997, président de la République populaire biélorusse en exil), en transférant vers cette brigade SS 101 étudiants de l'école des jeunes officiers. Le 30 avril 1945, la division se rendit aux forces américaines.
Après la fin de la guerre, la plupart des dirigeants des mouvements de collaborateurs partirent aux États-Unis (parmi eux, Radoslav Ostrovski), dans les pays d'Europe occidentale et en Australie, où ils créèrent des organisations nationalistes biélorusses. Certains incorporèrent des mouvements existants investis dans la lutte contre l'URSS. D'autres représentants de ces mouvements biélorusses de collaborateurs ont travaillé avec la CIA, et ont participé aux opérations clandestines menées par celle-ci contre les Soviétiques, Mikhal Vitouchka ou encore Ivan Filistovitch.